# حوزه انتخابیه کلی داکوتای شمالی
حوزه انتخابیه کلی داکوتای شمالی یک حوزه انتخابیه مجلس نمایندگان آمریکا است که در ایالت داکوتای شمالی قرار دارد.